# 安顺学院
安顺学院为中华人民共和国贵州省安顺市的一所公立全日制普通本科综合型大学。学校由贵州省人民政府领导和管理，并由贵州省人民政府与安顺市人民政府共同建设。

## 校史沿革
安顺学院肇始于民國二十七年（1938年）成立的黔江师范学校，中华人民共和国成立后，更名为安顺师范学校，并在大跃进期间升格为安顺师范专科学校；其后于1962年停办，但在1964年又以安顺师范学校的名义恢复办学；:6871975年，成为贵阳师范学院在安顺的分院，文化大革命結束後，基於為贵州省培養急需人才的需求，贵阳师范学院获批在安顺等地市开设专科班，于是贵阳师院在安顺的分院再度更名为安顺大专班。1980年，脱离贵阳师院，成立独立建制的安顺师范专科学校，1992年5月，学校与安顺教育学院合并，组建新的安顺师范高等专科学校。2002年，安顺师范高等专科学校与安顺师范学校合并。
2006年2月，中华人民共和国教育部同意学校升格为本科层次的安顺学院，建制延续至今。

## 现任领导
党委书记：程绪权
      校长：曾 丽
      党委副书记：李 琳
      党委委员、副校长：韦 英
      副校长：张 来
      党委委员、副校长：殷红敏
      党委委员、副校长：杜志明
      党委委员：何朝越

## 文化传统

### 校训
安顺学院校训：安道乐学 顺理笃行
诠释：
1. 安道乐学。（1）安道，取自“安贫乐道”一词。在《论语》中，孔子多次将他的弟子颜回视作“安贫乐道”的典型。安道，即人可将心安放在“道”上，因道而安，坦然任道。（2）乐学，语出《论语·雍也篇》：“知之者不如好之者，好之者不如乐之者。”《论语·学而篇》有论“好学”言：“君子食无求饱，居无求安，敏于事而慎于言，就有道而正焉，可谓好学也已。”好学已是“有道”，乐学比好学更能“有道”。（3）“安道”和“乐学”结合，为“道问学”。朱熹在《中庸章句集注》对“道问学”的解释：“道问学，所以致知而尽乎道体之细也。”学而后才能明道至道，致广大而尽精微，进而心可安，理可得。
2. 顺理笃行。（1）顺理，即遵循道理，出自《管子·君臣上》:“是故别交正分之谓理，顺理而不失之谓道。”引申为遵循客观规律，实事求是，顺应时代发展。（2）笃行，语出《礼记·中庸》：“博学之，审问之，慎思之，明辨之，笃行之。”意为在博学、审问、慎思和明辨的认知基础上，践行知识，做到“知行合一”。（3）“顺理”和“笃行”结合，为“知行合一”。王阳明：“未有知而不行者，知而不行只是未知，知之真切笃实处即是行，行之明觉精察处即是知”，知中有行，行中有知。惟有树理想、强信念、重修养，把知识运用于实践，方可有所作为。
3. “安道乐学，顺理笃行”中包含学校所在区域“安”、“顺”两字，涵盖修养品德、严谨治学、知行合一、励志成才等理想信念和准则，传承中华传统文化的精髓，蕴含学校悠久的历史文化沉淀，秉承安顺学院人扎根黔中、实事求是、自强不息、顽强拼搏的精神品质，熔铸时代精神，彰显办学特色，展现出良好的精神风貌。[6]

安顺学院校徽

### 校徽
1. 标识将“安顺”两字的英文开头字母A、S抽象组合作为主要视觉元素，其字母A抽象为绿色三角形，字母S抽象为国家级风景名胜区黄果树瀑布；其整体图形形象地体现安顺喀斯特地貌山明水秀、风光俊朗的安顺著名特征。
2. “安顺学院”由著名国学大师任继愈先生所题。
3. 标识包含专用字体、英文、字母抽象化图形，传递了安顺学院信息。
4. 标识形象简洁、构思巧妙、通俗易懂，有较强的视觉冲击力和艺术感染力，符合大众审美情趣。[7]

## 办学现状

### 校园
安顺学院坐落在贵州省安顺市，位于贵州省中西部。学校占地面积75万平方米，建筑面积34.25万平方米。

### 院系设置
安顺学院开设有以本科教育为主的经济学、法学、教育学、文学、历史学、理学、工学、农学、管理学、艺术学10个学科门类共51个本科专业（方向）。学校现设有14个二级学院、3个教研教学部、8个教学科研辅助机构以及省级院士工作站1个、省2011协同创新中心2个、省人文社科研究基地2个、省级学会、省级社科研究机构、省级少数民族传统体育项目训练基地、省级国家职业技能鉴定所、省级特殊教育师资培训中心、省教育厅工程中心各2个和省教育厅创新团队4个。
| - 马克思主义学院 - 政法学院 - 外国语学院 - 电子与信息工程学院 - 旅游学院 | - 人文学院 - 教育学院 - 数学与计算机科学学院 - 资源与环境工程学院 - 艺术学院 | - 经济与管理学院 - 体育学院 - 化学化工学院 - 农学院 |

### 师资力量
安顺学院现有教职工753人，其中高级职称291人，硕士及以上学位师资近590人，省政府津贴等省级人才称号38人。

### 对外交流
学校坚持开放办学，与贵州大学、广州大学、昆明理工大学、中北大学、青岛大学、上海农科院等省内外高校和科研院所建立了长期合作关系，与韩国、泰国、柬埔寨、马来西亚、新西兰、澳大利亚等国和中国澳门、中国台湾等地区20余所高校签订了合作协议，选派优秀学生赴合作高校学习。